# 지능 지수

레이븐 매트릭스 검사 항목 이후에 모델화된 IQ 테스트 항목의 일종.

지능지수(知能指數) 또는 IQ는 인간의 지능 일부분을 측정하기 위해 고안된 시험들을 통해 산출되는 총점이다. IQ라는 용어는 독일의 Intelligenz-Quotient에서 변화한 것으로 독일의 정신학자 윌리엄 스턴(William Stern)이 1912년에 현대의 어린이들의 인지 검사(20세기 초에 알프레드 비네, Theodore Simon가 개발한 것과 같은)의 점수를 매기는 방식으로 제안한 것이며, 이 용어는 생활 속에서 일상적으로 쓰인다. 오늘날에 이르러서는, 웩슬러 성인 지능 검사와 같이 통계적으로 일반화시킨 지능검사로 점수를 매기는 방법이 사용되고 있다.

## 혼동하기 쉬운 IQ의 개념

#### 비율지능과 편차지능
IQ는 비율지능(Ratio IQ, RIQ)과 편차지능(Deviation IQ, DIQ)으로 나뉘는데, 현대에 이르러서는 편차지능이 주로 사용되고 있다. 검사를 받는 사람이 나이가 많은 경우에 비율지능으로 수치를 산출하기가 곤란하기 때문이다. 다만 검사를 받는 사람의 나이가 만 6세 미만 정도로 어릴 경우에 한해, 여전히 비율지능으로 IQ를 나타내기도 한다.
비율지능지수(RIQ)는 (피험자의 정신연령÷피험자의 생육연령) × 100으로 산출된다. 예를 들어 만 나이 5세의 아동이 지능검사를 실시한 결과 6세의 정신연령을 가지고 있었다면 이 아동의 비율지능지수는 (6÷5)×100 = 120 임을 알 수 있다. 그에 반해 편차지능지수(DIQ)는 {(원점수 - 원점수의 평균)÷(원점수의 표준편차)} × (사용하고자 하는 표준편차) ＋ 100으로 산출된다. 예를 들어 어떤 사람이 원점수 평균이 60이고 원점수 표준편차는 20이며 표기되는 표준편차는 16인 지능검사에서 80개의 원점수를 받았다면 이 사람의 편차지능지수는 {(80-60)÷20}×16＋100 = 116 임을 알 수 있다. 여기에서 알 수 있듯이 편차지능은 전체 인구와의 상대적 비교가 용이하기 때문에 비율지능보다 더 정확하고 세련된 개념이다.
표준편차(Standard Deviation, SD) 15는 웩슬러(WAIS) 검사, 16은 스탠포드-비네 검사, 24는 레이븐스 검사에서 사용된다. 편차지능에서 표준편차에 특별한 언급이 없으면 표준편차 16을 따르는 것이 일반적이다. 이에 대한 이유는 불분명하지만, 최초로 편차지능의 개념을 도입한 지능검사가 스탠포드-비네 검사이기 때문일 것이다.
현재 여러 사람들이나 언론은 이러한 차이를 구분하지 않고 IQ 지수를 언급하는데, 이럴 경우 수치 간의 정확한 비교가 불가능하므로 IQ를 말할 때는 표준편차를 통일해서 언급할 필요성이 있다. 특히 표준편차 24를 사용할 경우, 15나 16을 사용하는 것에 비해 지수가 과대계상되어 혼동을 불러올 여지가 많다.

#### IQ 200의 의미
언론 매체에서 말하는 IQ 200은 거의 모두 비율지능이라고 보면 된다. 비율지능에서 IQ 200은 편차지능(표준편차 16)에서 IQ 176이다. 이는 4.8시그마로, 100만 분의 1 확률이다.
반면에 편차지능에서의 IQ 200은 6.27시그마, 즉 약 60억 분의 1 확률이다. 현재 이러한 지능을 가졌다고 평가받는 사람은 인류 역사를 통틀어 단 한 명뿐이다. 그 사람의 이름은 윌리엄 제임스 시디스인데, 사실 이마저도 의견이 분분하다. 혹자는 폰 노이만이 그러한 지능을 가졌었다고 말하기도 한다.
이론상으로, 편차지능에서 가능한 가장 높은 지수는 IQ 207이다. 이는 6.66시그마이고, 확률은 1,000억 분의 1이다. 참고로 1,000억 명은 5만 년 전부터 태어난 현생 인류(호모 사피엔스 사피엔스)를 시작으로, 현재까지 태어난 모든 인류의 수를 합한 것이다. 그러므로 1,000억 분의 1이라는 의미는 지금껏 지구에 존재했던 전 인류 중에서 최고인 사람을 의미한다. 하지만 현재 세계 어디에서도 이러한 지능을 측정하는 방법은 없다.

#### 멘사의 가입 기준 IQ
멘사는 지능지수가 상위 2% 이상인 사람만 가입할 수 있는 모임이다. 그런데 이곳의 가입 기준이라고 하는 IQ 148은 표준편차 15를 따르는 웩슬러 검사의 IQ 130과 같은 수치이다. 이는 서로 다른 표준편차를 사용하기 때문에 발생한 현상이다. 즉 앞서 언급했듯이 편차지능이 표준편차 15을 사용하는 데 반해, 멘사가 표준편차 24를 사용하기 때문이다. 상위 2.3%는 2시그마의 수치인데, IQ로 표시할 때 이 수치는 100+2시그마로 나타난다. 즉 이 경우 시그마의 기준 단위가 15일 경우는 100+(15×2)=130이고, 24일 경우는 100+(24×2)=148이다.
현재 멘사의 지능검사는 레이븐스 테스트(표준편차 24)에서 FRT 테스트(표준편차 15)로 바뀌었음에도, 표준편차 15로 나타난 수치를 24로 환산해 지능지수를 산출하고 있다. 이러한 표준편차 24를 고수하는 멘사의 방침이 사람들에게 IQ 지수에 대해서 혼동을 가져오게 하기도 한다. 표준편차 24를 사용할 경우, 다른 검사에서 사용하는 지수보다 지능지수가 과대계산되기 때문이다. 실제로 언론에서 표준편차 24를 한국형 지능의 기준 표준편차라 언급하며 오도하는 일이 잦다.
오히려 한국형 지능검사는 멘사에서 사용하는 FRT 검사보다는 K-WAIS라고 언급해야 적절하다. K-WAIS만이 한국 내에서 유일하게 표준화 작업을 마친 지능검사이기 때문이다. 국내 멘사의 FRT 테스트도 국제 고문심리학자들의 의견과 점점 증가하는 검사 응시자들의 점수를 고려하여 점수 기준을 상향시키고 있기는 하지만, 근본적으로 국내에서 표준화된 검사는 아니다. 이러한 관점으로 보면 한국형 지능검사의 기준 표준편차는 15라고 하는 것이 더 적절할 것이다. 따라서 멘사의 기준 표준편차도 일반적으로 편차지능에서 사용하는 표준편차 기준인 15나 16으로 통일할 필요성이 있다.

#### IQ는 유동적이다?
자오신산의 저서 <천재적 광기와 미친 천재성>에 따르면 천재와 광인에 대한 다양한 가설이 존재한다. 실제로 잔혹한 연쇄살인범들의 IQ를 검사해보았을 때, 이들 대다수가 높은 IQ를 소유하고 있었다고 한다. 이는 천재 이상의 지점에 광인이 존재하고 있음을 증명해 준다. 무조건 IQ가 높다고 해서 천재라고만 볼 수는 없는 이유가 된다.
저서에는 나와 있지 않지만 IQ는 자동차 계기판에 비유될 수도 있다. 바보-일반-천재를 가리키는 특정 IQ의 지점이 존재하고, 천재를 넘어선 지점에 광인이 존재하는 것이다. 그리고 뇌 속에는 기어가 있어서 앞서 언급한 세 가지 유형의 IQ를 저속기어-일반기어-고속기어로 볼 수 있다. 사실 이 모든 기어는 상황에 따라 쓸모가 다르다. 험준한 산처럼 어려운 길을 올라갈 때는 저속기어가 유리하고, 연비 절약과 속도 면에서는 고속기어가 유리하다. 그러나 저속기어는 속도가 느리며, 고속기어는 사고 위험도가 높다는 단점이 있다. 실제로 저속기어의 높은 RPM을 쓰는 경주용 차들은 수명이 짧다고 알려져 있다. 이렇듯 IQ는 유동적이므로, IQ가 높다고 무조건 좋다고 볼 수는 없다.
뇌 역시 쉴 새 없이 굴러갈 수 있는 무한체력의 기관이 아니기 때문이다.

## IQ와 국가의 부
IQ와 국가의 부는 북아일랜드 얼스터 대학의 리차드 린 박사와 핀란드 탐페르 대학의 타투 반하넨 박사가 공동저술하여 2002년에 출판된 연구보고서이다. 이 보고서에서는 국가별 평균 IQ 1위는 107의 홍콩, 2위는 106을 기록한 대한민국으로 평가했다.
| 순위 | 국가       | 평균 IQ |
| ---- | ---------- | ------- |
| 1    | 홍콩       | 107     |
| 2    | 대한민국   | 106     |
| 3    | 일본       | 105     |
| 4    | 대만       | 104     |
| 5    | 싱가포르   | 103     |
| 6    | 독일       | 102     |
| 6    | 오스트리아 | 102     |
| 6    | 이탈리아   | 102     |
| 6    | 네덜란드   | 102     |

그러나 이 연구결과는 인종차별문제를 비롯한 많은 논란에 직면되어있다. 자세한 설명은 아래 영문판 문서 참조
-IQ and the Wealth of Nations

## 같이 보기
- 영재
- 멘사
- 인터텔